# ホワイトカレー

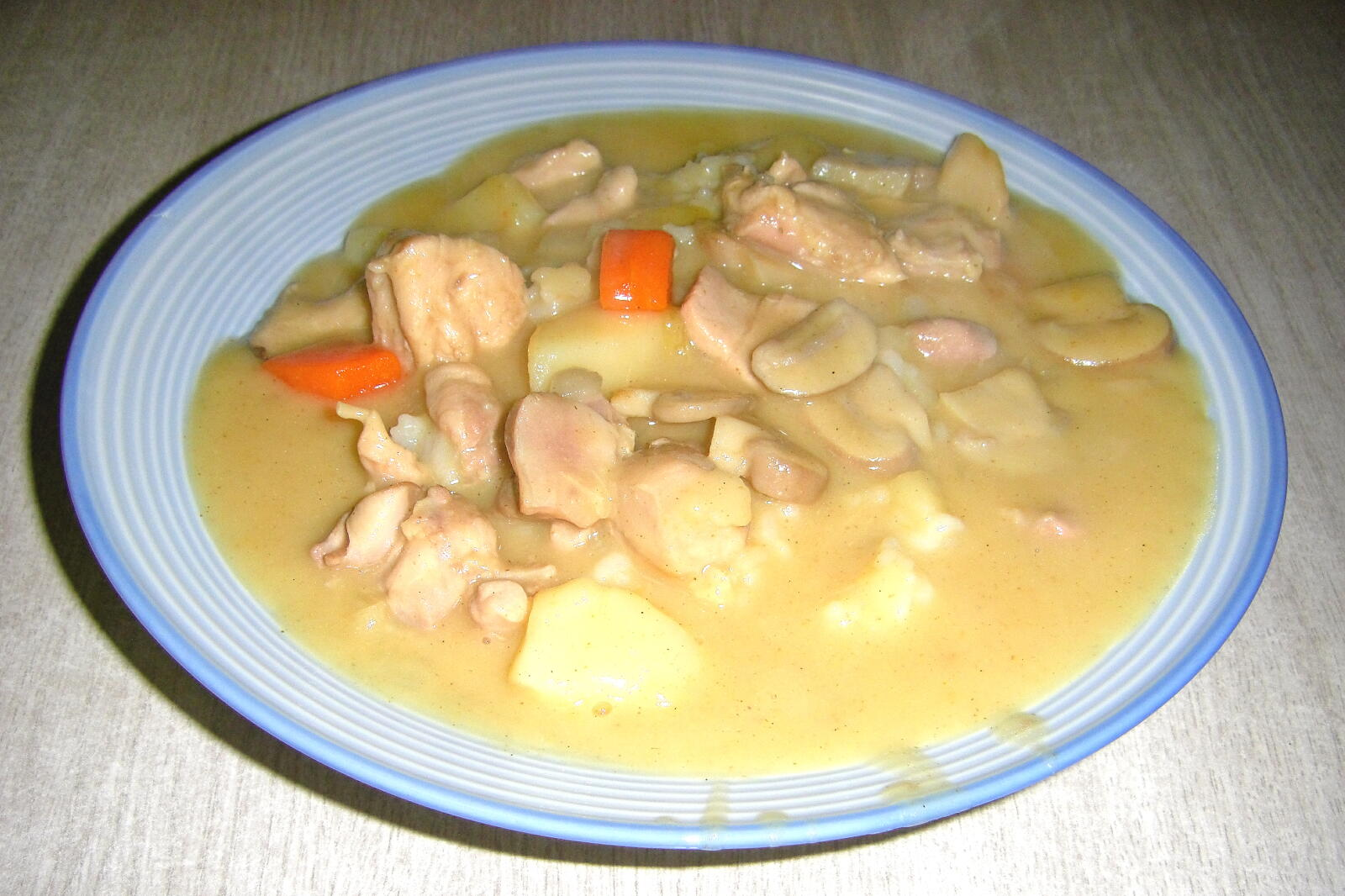
ホワイトカレー

ホワイトカレーは、北海道を発祥とする、白っぽい色をしたカレーである。
クリームソースをベースにして作られており、一般的なカレー特有の黄色い色の元であるターメリックや、その他色のついたスパイスを極力減らしているため白っぽい色（クリーム色ないし薄黄色）をしておりクリームシチューに似た外見である。スパイスの風味は一般に普及しているカレーと大きく違わないが、クリームソースベースのためまろやかな風味である。具材はクリームシチュー同様に鶏肉や魚介類などが使われる場合が多い。ソースの白さを引き立たせるために黄色いサフランライスとともに供されることが多い。
発祥は帯広市のカレー店「カレーリーフ」が1998年5月のオープン時にフランス風カレーと言う名で提供したのが元祖で今も変わらぬ味のカレーを食す事ができる。その後1999年に網走市の網走セントラルホテルのレストラン・グラングラシェがあばしりオホーツク流氷まつりに合わせた新メニュー「オホーツク流氷カレー」としてホワイトカレーを提供している。
2006年頃から各種メディアに取り上げられ、同じく北海道発祥のスープカレーに次いで注目を集めるようになる。同年3月には、「白星」（スポーツでいう勝利・勝ち星のこと）につながるとする縁起担ぎの逸品として、北海道日本ハムファイターズの本拠地である札幌ドーム内の売店で販売が始まり、1日100食を超える売り上げがあるという。
ホワイトカレーを地域振興に活用した例としては、道東・オホーツク海側の紋別市で提供されているオホーツク紋別ホワイトカレーがある。これは雑誌の企画から誕生した、市内の飲食店が統一した販売名で販売するもので、調理法などに一定のルールをもたせて独自色を打ち出したものである。

## 製品化したおもな企業
- ハウス食品 - 2006年2月に北海道および西日本限定で「北海道ホワイトカレー」として固形ルーとレトルト食品を発売。同年8月から全国発売。
- 日清食品 - 2006年12月にセブン&アイ・ホールディングス限定商品として「ホワイトカレーヌードル」を発売した。